# 韓泰 (唐朝)
韓泰（？—？），唐朝政治人物，有才幹。唐順宗時，參與王叔文領導的永貞改革，失敗後，成為被流放的二王八司馬之一。

## 簡介
生卒年不详。唐順宗即位，帝師王叔文當政，開始進行永貞改革，廢除宮市、五坊小兒等弊政，整肅宦官兵權。
顺宗永貞元年（805年）八月，唐順宗被宦官俱文珍發動的政變逼退，號稱太上皇；唐憲宗李純即位，史稱永貞內禪。韓泰被貶虔州（今江西贛縣）司马。
元和十年三月乙酉，为漳州（今福建省漳浦縣）刺史。歷官郴州（今湖南郴州）刺史、睦州（今浙江建德）刺史、湖州（今浙江湖州）刺史、常州（今江苏常州）刺史，卒於常州任上。